# Ibéria (Debussy)
Ibéria är en orkestersvit av den franska kompositören Claude Debussy och utgör den andra delen av hans trilogi Images pour orchestre; den första är Gigues och den andra Rondes de Printemps. Trilogin anknyter till olika länders folkdans. Gigues till engelska motiv, Rondes de Printemps till franska och Ibéria till spanska. Sviten hyllar Spanien, även om Debussys totala upplevelse av Spanien sträckte sig till en dag i San Sebastián.
Debussy sade inför uruppförandet den 20 februari 1910 att:
| ”         | Det lönar sig inte att fråga mig efter anekdoter om detta verk. Det finns ingen historia som anknyter till det, och frågan om publiken blir intresserad av verket är helt avhängig av musiken allena. | „ |
| – Debussy | |   |

Sviten består av tre satser:
1. På gator och vägar
2. Nattens doft
3. På morgonen en festdag